# Hirmoneura ruizi
Hirmoneura ruizi är en tvåvingeart som beskrevs av Stuardo 1936. Hirmoneura ruizi ingår i släktet Hirmoneura och familjen Nemestrinidae. Inga underarter finns listade i Catalogue of Life.